# Světlana Nagejkinová
Světlana Vjačeslavovna Nagejkinová (rusky Светлана Вячеславовна Нагейкина, * 2. února 1965 Tambov) je bývalá sovětská, ruská a později běloruská reprezentantka v běhu na lyžích. Jejím největším sportovním úspěchem je zlatá medaile ze štafetového závodu na 4×5 km z her v Calgary 1988.

## Olympijská reprezentantka
Nagejkina reprezentovala v roce 1988 na hrách v Calgary Sovětský svaz. Byla členkou zlaté štafety na 4×10 km. V individuálních závodech vybojovala 4 místo na 10 km a 8. na poloviční trati.
V roce 1994 na hrách v Lillehammeru a v roce 1998 na hrách v Naganu reprezentovala Rusko. V Lillehammeru se nejlépe umístila v závodě na 30 km, kde doběhla na 9. místě. V Naganu startovala pouze na 15 km trati a doběhla na 16. místě.
V roce 2002 na hrách v Turíně reprezentovala Bělorusko a nejlepšího výsledku v individuálním závodě dosáhla v běhu na 15 km, který dokončila na 5. místě. Ke stejnému umístění pomohla i běloruské štafetě v kombinovaném závodě na 4×5 km.